# جامعة باروان
جامعة باروان (بالإنجليزية:Parwan University)، وتعرف أيضاً جامعة بروان، جامعة أفغانية تقع في مدينة شاريكار، عاصمة ولاية بروان، وسط أفغانستان، تأسست عام 2006. 

## الوصف
تضم جامعة باروان كليات الاقتصاد والزراعة والهندسة وعلوم الكمبيوتر والشريعة الإسلامية واللغة والأدب والصحافة والعلوم الاجتماعية والقانون والتربية.
تضم حوالي 6-7 آلاف طالب، مع حوالي 300 محاضر. 10 كليات مع 31 قسم. 

## المرافق
يوجد بها مسجد، ومزرعة أبحاث زراعية ونادي إنترنت، ومركز تكنولوجيا المعلومات، ومكتبة، وقاعات مؤتمرات، وكافتيريا، ومكتب للنشر، ونزل منفصلة للبنين والبنات ومرافق أخرى.

## أقسام جامعة باروان
- كلية علوم الحاسب: تكنولوجيا المعلومات.

- كلية الهندسة: هندسة مدنية بناء المدن.

- كلية اللغة والآداب: الباشتو الداري (الفارسية) عربي إنجليزي فرنسي.

- كلية الصحافة: الراديو والتلفزيون الصحافة (الأخبار).

- كلية الاقتصاد: الخدمات المصرفية التنظيم والإدارة

- كلية الزراعة: البستنة الاقتصاد الزراعي والإرشاد علوم الحيوان علوم النبات.

- كلية التربية: مادة الاحياء كيمياء رياضيات جغرافية تاريخ الثقافة الإسلامية الفنون الدراسات المهنية.[7]